# Nau espacial robòtica

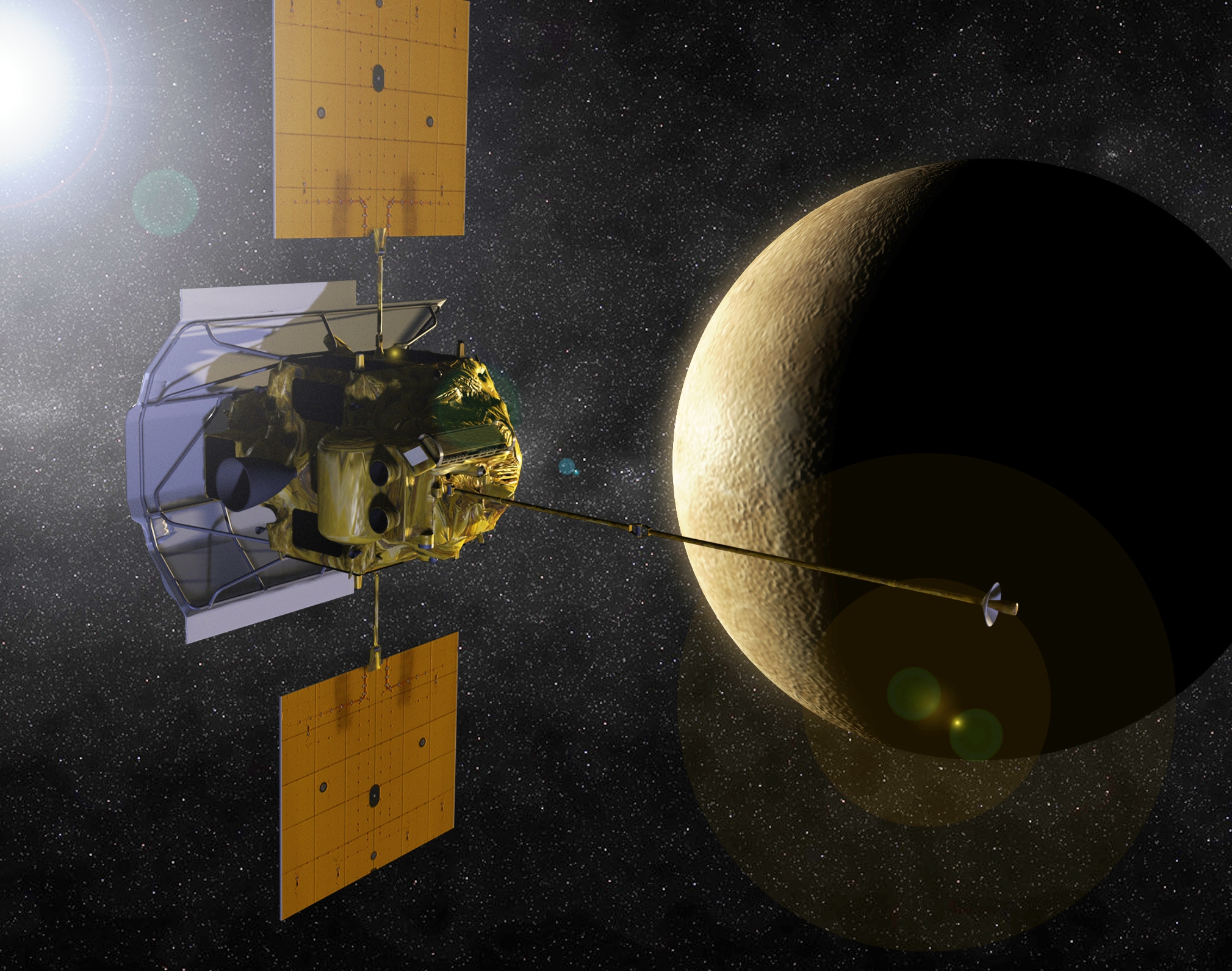
Una interpretació artística de la nau espacial MESSENGER a Mercuri.

Una nau espacial robòtica és una nau espacial sense humans a bord que sol estar sota control telerobòtic. Una nau espacial robòtica dissenyada per realitzar mesures d'investigació científica sol denominar-se una sonda espacial. La majoria de les missions espacials són per telerobòtica a diferència de les tripulades, a causa dels factors de baix cost i baix risc. A més, algunes destinacions planetàries com Venus o el veïnatge de Júpiter són massa hostils per a la supervivència humana, donada la tecnologia actual. Els planetes exteriors com Saturn, Urà, i Neptú estan massa distants per arribar-hi amb l'actual tecnologia de vols espacials tripulats, així que les sondes telerobòtiques són l'única manera d'explorar-los.
Molts satèl·lits artificials són naus espacials robòtiques, així com molts mòduls de descens i astromòbils.

## Història
La primera missió espacial, l'Spútnik 1, va ser un satèl·lit artificial posat en òrbita terrestre per l'USSR el 4 d'octubre de 1957. En el 3 de novembre de 1957, l'USSR va fer orbitar el Spútnik 2, el primer a transportar un ésser viu a l'espai – un gos.
Només altres set països han llançat amb èxit missions orbitals utilitzant els seus propis vehicles: EUA (1958), França (1965), Japó (1970), Xina (1970), el Regne Unit (1971), Índia (1981) i Israel (1988).

## Disseny
En el disseny de naus espacials, la Força Aèria dels Estats Units d'Amèrica considera que un vehicle consisteix en una càrrega útil i un bus (o plataforma). El bus proporciona l'estructura física, el control tèrmic, energia elèctrica, control d'altitud i de telemetria, rastreig i comandament.
La JPL divideix el "sistema de vol" d'una nau espacial en subsistemes. Que s'inclouen:

### Estructura
Aquesta és l'estructura d'esquelet físic:
- Proporciona integritat mecànica general de la nau espacial
- Assegura que els components de la sonda són compatibles i poden suportar càrregues de llançament

### Maneig de dades
Això es refereix a vegades com el subsistema de comandament i de dades. Sovint és responsable de:
- Comandament de seqüència d'emmagatzematge
- Mantenir el rellotge de la nau espacial
- Recopilació i notificació de dades de telemetria de la nau (per exemple, salut de la nau espacial)
- Recopilació i notificació de dades de la missió (per exemple, imatges fotogràfiques)

### Determinació d'actitud i control
Aquest sistema és el principalment responsable de la correcta orientació de la nau en l'espai (actitud) tot i les pertorbacions externes-efectes gradients de gravetat, camps magnètics, radiació solar i resistència aerodinàmica; el qual es pot afegir el control de reposició de parts movibles, com antenes i panells solars.

### Telecomunicacions
Els components del subsistema de telecomunicacions inclouen antenes de ràdio, transmissors i receptors. Aquests poden ser utilitzats per comunicar-se amb les estacions de terra a la Terra, o amb una altra nau espacial.

### Energia elèctrica
El subministrament d'energia elèctrica a la nau espacial generalment provenen de cèl·lules solars fotovoltaiques o de generadors termoelèctrics per radioisòtops. Altres components del subsistema inclouen bateries d'emmagatzematge d'energia elèctrica i circuits de distribució que connecta els components de les fonts d'energia.

### Control de temperatura i protecció
Les naus espacials són sovint protegides de les fluctuacions de temperatura amb aïllament. Alguns naus espacials utilitzen miralls i para-sols per a la protecció addicional contra la radiació solar. Sovint també necessiten protecció de micrometeoroides i de deixalles orbitals.

### Dispositius mecànics
Els components mecànics sovint necessiten ser traslladats per implementar després del seu llançament o abans de l'aterratge. A més de la utilització de motors, molt moviments d'un sol cop són controlats per dispositius pirotècnics.

## Control
Les naus espacials robòtiques utilitzen la telemesura per enviar ones de ràdio cap a la Terra amb les dades adquirides i informació de l'estat del vehicle. Encara que generalment s'anomena "remotament controlat" o "telerobòtic", la primera nau espacial orbital – com l'Spútnik 1 i l'Explorer 1 – no rebien senyals de control des de la Terra. Poc després d'aquestes primeres naus espacials, els sistemes de comandament es van desenvolupar per permetre el control remot des de terra. Augmentar l'autonomia és important per a les sondes distants on el temps del viatge de la llum impedeix ràpides decisions i control des de la Terra. Les posteriors sondes com la Cassini–Huygens i els Mars Exploration Rovers són altament autònoms i utilitzen ordinadors de bord per operar independentment durant períodes prolongats.

## Sondes espacials
Una sonda espacial és una missió d'exploració espacial científica en què una nau espacial abandona la Terra i explora l'espai. Pot acostar-se a la Lluna, entrar a l'espai interplanetari, sobrevolar o orbitar altres cossos, o aproximar-se a l'espai interestel·lar.

## Vehicles de servei de naus espacials robòtiques
- MDA Space Infrastructure Servicing vehicle — és un dipòsit de combustible espacial pels satèl·lits de comunicacions en òrbita geosíncrona. El llançament està planificat pel 2015.[7]

- Mission Extension Vehicle és un enfocament alternatiu pels vehicles espacials que no utilitzin transferència de combustible a l'espai. Més aviat, hauria de connectar al satèl·lit de destinació de la mateixa manera com en el MDA SIS, i aleshores utilitzar "els seus propulsors per subministrar control d'actitud pel seu objectiu."[8]